# SPICE
SPICE (англ. Simulation Program with Integrated Circuit Emphasis) — симулятор електронних схем загального призначення з відкритим початковим кодом. Є потужною програмою при розробці як інтегральних схем, так і друкованих плат, для перевірки цілісності схеми та для аналізу її поведінки.

## Історія
SPICE був розроблений в Каліфорнійському університеті і вперше представлений на конференції в 1973 р. Програма була написана на мові FORTRAN і використовувала аналіз кола методом вузлових потенціалів для побудови рівнянь схеми. В SPICE1 була доступна невелика кількість елементів, програма використовувала аналіз перехідних процесів (transient analysis) з фіксованим часовим інтервалом.